# Banco adquirente
Un banco adquirente (también conocido simplemente como adquirente) es un banco o institución financiera que procesa pagos con tarjeta de crédito o débito en nombre de un comerciante. El adquirente permite a los comerciantes aceptar pagos con tarjeta de crédito de los bancos emisores de tarjetas dentro de una asociación. Las asociaciones de tarjetas más conocidas son Visa, MasterCard, Discover, China UnionPay, American Express, Diners Club, Japan Credit Bureau e Indian Rupay.
El banco adquirente firma un contrato con un comerciante y le ofrece una cuenta comercial. Este acuerdo proporciona al comerciante una línea de crédito. Según el acuerdo, el banco adquirente intercambia fondos con los bancos emisores en nombre del comerciante y le paga al comerciante el saldo neto de la actividad diaria de la tarjeta de pago, es decir, las ventas brutas menos los reversos, las tarifas de intercambio y las tarifas del adquirente. Las tarifas del adquirente son un margen adicional que el banco adquirente agrega a las tarifas de intercambio de la asociación, y esas tarifas varían a discreción del adquirente.

## Riesgo
El banco adquirente acepta el riesgo de que el comerciante se mantenga solvente. La principal fuente de riesgo para el banco adquirente son las reversiones de fondos. Los consumidores pueden desencadenar la reversión de fondos de tres formas:
- Un reembolso con tarjeta es la devolución de fondos al consumidor, iniciada voluntariamente por el comerciante.
- Una reversión de tarjeta es cuando el comerciante cancela una transacción después de que ha sido autorizada pero antes de que se produzca la liquidación.
- Se produce una devolución de cargo (contracargo) de la tarjeta en una disputa entre el comerciante y el titular de la tarjeta sobre la validez de la transacción. El titular de la tarjeta puede solicitar la devolución de fondos a través del banco emisor por diversas razones, entre las que se incluyen que los bienes no se recibieron o estaban defectuosos, o que el titular de la tarjeta no tiene conocimiento de la transacción.

Las asociaciones de tarjetas consideran que un comerciante participante es un riesgo si más del 1% de los pagos recibidos resultan en un contracargo. Visa y Mastercard imponen multas a los bancos adquirentes que retienen a los comerciantes con una alta frecuencia de contracargos. Para costear las multas recibidas, los bancos adquirentes se inclinan (pero no están obligados) a traspasar dichas multas al comerciante. Por lo general, se cobran al comerciante.
Los nuevos comerciantes también representan un riesgo para la adquisición de bancos, más allá de las preocupaciones de solvencia. Un nuevo comerciante fraudulento podría aceptar una gran cantidad de pedidos y, después de recibir el pago, desaparecer sin entregar los bienes o servicios prometidos. Como tal, identificar nuevos negocios legítimos versus fraudulentos es fundamental para adquirir bancos.
Debido a la gran cantidad de riesgo que se prevé que enfrentarán los bancos adquirentes, así como a su posición clave en la cadena de pagos, la seguridad de los pagos electrónicos es una gran preocupación para estas instituciones. Por esta razón, los adquirentes han estado involucrados en el desarrollo de estándares de seguridad de puntos de venta electrónicos como PCI-DSS. Muchos bancos adquirentes insisten en que sus comerciantes cumplan con PCI-DSS. Si los comerciantes no cumplen con PCI-DSS, los comerciantes mismos pueden ser responsables de las pérdidas debidas al fraude, lo que puede resultar en multas de los esquemas de tarjetas.